# Station Athlone
Station Athlone is een treinstation in Athlone in het midden van Ierland. Het station ligt nog net in het graafschap Westmeath, aan de oostkant van de Shannon. Direct ten westen van het station, aan de andere kant van de Shannon, splits het spoor zich in een lijn naar Westport en een lijn naar Galway. Aan de oostzijde was in het verleden een splitsing waarbij een tak naar Mullingar liep. Deze is sinds 1987 gesloten, alle treinen rijden nu via Portarlington.